# Thommy Price
Thommy Price (Brooklyn, 9 de diciembre de 1956) es un músico estadounidense. Ha tocado la batería en varias bandas de rock, incluyendo Scandal, Billy Idol, Blue Öyster Cult y Joan Jett and the Blackhearts, además de ser un reputado músico de sesión.
Price empezó a tocar la batería en su adolescencia. Obtuvo su gran oportunidad cuando fue contratado por la banda Scandal. Tocó en el álbum clásico de la banda Warrior antes de tocar en la agrupación del cantante Billy Idol. En 1986 comenzó a tocar para Joan Jett & the Blackhearts, y ha sido miembro de la banda durante los últimos 28 años, a pesar de que originalmente era solo un músico de estudio.

## Discografía

### Solista
- Sex Drums & Rock 'n' Roll
- That's Amore